# ارنست اس. براون
ارنست اس. براون (به انگلیسی: Ernest S. Brown) سناتور سابق عضو حزب جمهوری‌خواه ایالات متحده آمریکا بود. وی در سال ۱۹۵۴ میلادی سناتور ایالت نوادا در سنای ایالات متحده آمریکا بود.